# Apatelek

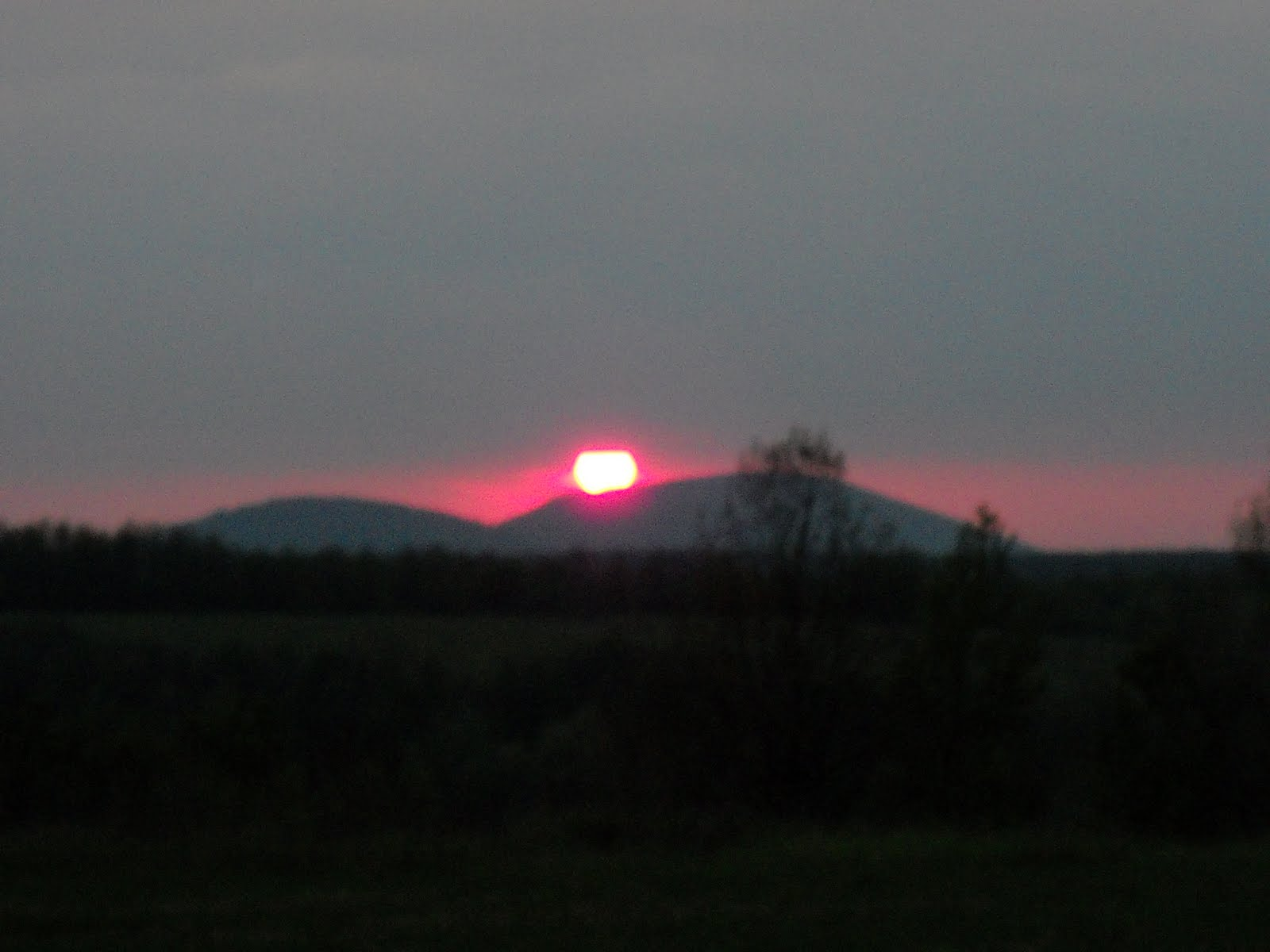
Naplemente a Mokra-hegy felett

Apatelek (Mokra, románul: Mocrea, szlovákul: Mokrá) falu Romániában, Arad megyében, Borosjenőtől 5 km-re délre.

## Nevének eredete
Neve a magyar Apa személynévből ered (1169: villa Apa), de 1198-ban Macra néven szerepel, melyet a román név őrzött meg. Ez a szláv *mokr (= nedves) szóból származik. Az Apatelek név először 1796-ban jelenik meg.

## Története
1214-től szőlőhegyei az aradi káptalan birtokai, majd a Losoncziaké. A település évszázadokig a Mokra-hegy szőlőiről volt híres. Határában feküdt a középkorban Borostelek és Gyarak falu, mindkettőt a török égette fel.
1786-ban görögkatolikus románok és református magyarok lakták. 1798-ban 594 holdnyi úrbéres szőlőjén 323 család gazdálkodott, közülük 201 bebíró.
1800 körül br. Péterffy János békéscsabai szlovákokat telepített be. 1803-ban Atzél István vásárolta meg, aki uradalmat alakított ki köré. 1883-ban az Atzél családtól br. Solymossy László vette meg az uradalmat.
A 19. század végén a szőlők kétharmada már kisbirtokosok tulajdonában volt. A lakosság megélhetését a szőlőmunka, a fuvarozás, a selyemhernyó-tenyésztés, a seprűkötés és a kosárfonás adta. A 22383 holdas Solymossy-uradalomban a bortermelés mellett szarvasmarhát tenyésztettek. Andezitbányája 1893-ban 4284 m³ épület- és 3318 m³ törmelékkövet, kavicsbányája 1801 m³ törmelékkavicsot termelt.
Zaránd vármegyéhez, majd Arad vármegye Borosjenői járásához tartozott.

## Lakossága
1900-ban 1267-en lakták, közülük 803 román, 231 szlovák és 225 magyar anyanyelvű; 705 görögkatolikus, 299 evangélikus, 118 római katolikus, 107 ortodox, 21 református és 17 zsidó vallású.

2002-ben 895 lakosából 659 román, 136 cigány, 72 magyar és 22 szlovák nemzetiségű; 708 ortodox, 56 római katolikus, 56 pünkösdista és 40 evangélikus vallású.

## Látnivalók
- Az 1636-ban I. Rákóczi György parancsára sziklába vájt, eredetileg hétezer hektoliter bor befogadására alkalmas ún. Rákóczi-pince ma több teremre osztott, kocsival is járható pincekomplexum.
- A Borosjenő felé vezető út mellett áll az 1834-ben, klasszicista stílusban épült Solymossy-kastély. Rossz állapotú; 1957 óta elmegyógyintézet működik benne. Park veszi körül.
- Az evangélikus templom 1783 és 1791 között épült, 1885-ben átépítették. Az ortodox templom 1866-ban épült.